# 112
Năm 112 là một năm trong lịch Julius. 